# Wolfenstein: Enemy Territory
Wolfenstein: Enemy Territory (wydana także jako Return to Castle Wolfenstein: Enemy Territory) – darmowa gra komputerowa z gatunku first-person shooter osadzona w realiach II wojny światowej, wyprodukowana przez brytyjskie studio Splash Damage i wydana w 2003 roku przez Activision. Jest to nieformalna część serii Wolfenstein. W 2007 roku ukazała się jej kontynuacja osadzona w innych realiach, zatytułowana Enemy Territory: Quake Wars.
W Enemy Territory gracz przejmuje kontrolę nad jednym z żołnierzy walczących na frontach II wojny światowej po stronie aliantów lub Osi. Gracze są podzieleni na klasy wyspecjalizowane w wykonywaniu określonych zadań na mapie. Współpraca między kierowanymi żołnierzami jest kluczowa w rozgrywce. Dostępny jest wyłącznie tryb gry wieloosobowej, w dużej mierze inspirowany występującym w Return to Castle Wolfenstein.
Pierwsze wzmianki o Enemy Territory pojawiły się w 2002 roku. W zamierzeniu miało być ono dodatkiem do gry Return to Castle Wolfenstein, ostatecznie jednak Activision wstrzymało prace nad nim. Enemy Territory zostało jednak okrojone do trybu gry wieloosobowej i udostępnione jako darmowa gra.
Po wydaniu Enemy Territory zebrało pozytywne oceny recenzentów, uzyskując średnią ocen 90 na 100 według agregatora Metacritic. 13 sierpnia 2010, na festiwalu QuakeCon 2010 kod źródłowy gry został udostępniony na licencji GPL.

## Rozgrywka
W Enemy Territory gracze są podzieleni na dwie strony konfliktu: aliantów i wojska Osi. Mogą rozpocząć rozgrywkę na jednej z sześciu dostępnych map, które reprezentują tereny w Afryce Północnej i Europie.
W grze istnieją cztery tryby rozgrywki: Objective, Campaign, Stopwatch i Last Man Standing. Cele rozgrywki w trybie Campaign są zróżnicowane. Na trzech mapach związanych krajobrazowo z Afryką Północną alianci mają za zadanie kolejno zniszczyć dwa działa przeciwpancerne, dokonać szturmu na plażę i eskortować czołg przez ulice miasta afrykańskiego. Na pierwszej mapie umiejscowionej w Europie alianci dostają zadanie przechwycenia technologii Osi; akcja drugiej mapy ma miejsce w stacji kolejowej, a na trzeciej alianci w zaśnieżonym terenie mają za zadanie eskortować czołg i zniszczyć skład paliwa. Celem sił Osi jest niedopuszczenie do wykonania tych celów.
Tryby Objective i Stopwatch są podobne do Campaign, z tym że w Objective gracze wykonują cele na jednej mapie, a w Stopwatch wykonanie określonych zadań musi nastąpić przed upływem wyznaczonego okresu. Dostępny jest także tryb Last Man Standing, w którym na jednej mapie drużyny walczą ze sobą do chwili, gdy jedna ze stron straci wszystkich żołnierzy.
Gracze każdej z drużyn są podzieleni na pięć klas, przy czym w stosunku do trybu rozgrywki wieloosobowej w Return to Castle Wolfenstein dodana została jedna. Zwykli żołnierze mają możliwość korzystania z broni ciężkiej, na przykład karabinów maszynowych i miotaczy ognia. Inżynierowie mogą budować mosty, naprawiać czołgi, detonować wrogie umocnienia i ustawiać punkty dowodzenia, które dodają punkty własnej drużynie. Sanitariusze mają możliwość leczenia rannych żołnierzy sojuszniczych. Szpiedzy, wyposażeni w karabiny wyborowe, potrafią przebierać się w mundury żołnierzy przeciwnej strony i dokonywać dywersji na jej tyłach. Nową klasą w stosunku do Return to Castle Wolfenstein są specjaliści od zaopatrzenia, mają możliwość przywołania wsparcia lotniczego. Wszystkie klasy żołnierzy mają do dyspozycji pistolety maszynowe. Żołnierze obu stron konfliktu otrzymują uzbrojenie specyficzne dla nich, na przykład alianci mogą korzystać z karabinu M1 Garand, a siły Osi – z karabinu Kar43.
W miarę postępów w rozgrywce, za wykonanie konkretnych czynności związanych z klasą (za przykład może posłużyć budowa zapory przeciwczołgowej przez inżyniera), gracze zdobywają punkty doświadczenia. Osiągnięcie odpowiedniego doświadczenia w grze skutkuje nabyciem odznaczenia wojskowego i specjalnych umiejętności, specyficznych dla danej klasy. Ponadto żołnierz kierowany przez gracza w miarę nabywania doświadczenia staje się skuteczniejszy i odporniejszy na obrażenia.
Postać gracza wyeliminowana z rozgrywki wskutek działań przeciwnej strony, może powrócić do wykonywania misji poprzez „odrodzenie się” w określonym punkcie mapy lub w ramach kolejnej grupy posiłków (nie dotyczy to trybu Last Man Standing). Natychmiastowe przywrócenie gracza do rozgrywki następuje po wyleczeniu przez sanitariusza.

## Produkcja i wydanie gry
W maju 2002 roku na targach Electronic Entertainment Expo został zaprezentowany planowany dodatek do gry Return to Castle Wolfenstein pod tytułem Enemy Territory. Miał on być tworzony przez studia Nerve Software i Splash Damage. Oprócz rozbudowanego trybu gry wieloosobowej planowano utworzenie kampanii jednoosobowej, który miał być kontynuacją losów bohatera Return to Castle Wolfenstein, B.J. Blazkowicza. W sierpniu 2002 roku na imprezie QuakeCon opublikowano wersję demonstracyjną dodatku, w której ukazana była pierwsza misja kampanii rozgrywająca się w Egipcie. Sam Parker z portalu GameSpot zauważył, że była ona pozbawiona zombie oraz potworów występujących w grze podstawowej.
11 lutego 2003 roku wydawca gry, Activision, ogłosił jednak, że prace nad kampanią jednoosobową zostały anulowane; nadal natomiast trwała produkcja trybu gry wieloosobowej. 23 kwietnia 2003 roku za sprawą studia id Software opublikowana została wersja testowa gry, a następnego dnia twórca gry, Paul Wedgwood, w wywiadzie dla GameSpotu przedstawił główne założenia Enemy Territory – podział na klasy, system rang, udogodnienia w obsłudze serwerów dla graczy oraz współpracę gry z oprogramowaniem PunkBuster. Activision zdecydowało się na udostępnienie Enemy Territory graczom; ostatecznie 29 maja 2003 roku gra ukazała się w Internecie za darmo.
11 lipca 2003 Splash Damage udostępniło graczom edytor map pozwalający na stworzenie własnych scenerii walk.

## Odbiór gry
Gra Wolfenstein: Enemy Territory spotkała się z pozytywnym odbiorem krytyków, uzyskując średnią ocen 88,33% według agregatora GameRankings i 90 na 100 według Metacritic. Recenzenci skupili się głównie na rozgrywce w grze, choć nie brakowało też pochwał pod adresem oprawy audiowizualnej. Witryna GameZone oceniła oprawę graficzną jako dobrą i dorównującą poziomem produkcjom studia id Software; chwaliła też udźwiękowienie mimo braku ścieżki muzycznej. Zdaniem Normana Chana z amerykańskiego pisma „PC Gamer” twórcy znakomicie poradzili sobie z dostosowaniem silnika gry do wyświetlania rozległych map.
Najczęściej pozytywnie wypowiadano się o rozgrywce. Paul Presley z brytyjskiego pisma „PC Zone” stwierdził, że współpraca z graczami oraz intensywność walk stanowią niezwykłe przeżycie. Norman Chan pisał, że jakość rozgrywki skutecznie wynagradza skomplikowane dla nowicjuszy zasady gry. GameZone za istotną innowację uznał system nabywania doświadczenia, który pozwala skoncentrować się na wykonywaniu zadań specyficznych dla własnej klasy.
Nie brakowało jednak głosów krytycznych. Sal Accardo z portalu GameSpy zauważył, że graczom, którzy losowo przystępują do rozgrywki, trudno nawiązać jakąkolwiek współpracę. Paul Presley zwrócił ponadto uwagę na to, że zadania w grze są monotonne i mogą spowodować zmęczenie rozgrywką.
W utworzonym przez redakcję pisma „CD-Action” zestawieniu 100 najlepszych gier dziesięciolecia (1996-2006) Enemy Territory znalazło się na 14. miejscu. W zestawieniu najlepszych gier wszech czasów opublikowanym w 2011 roku w magazynie „PC Gamer” gra została umiejscowiona na 55. pozycji.